# Liste der Einträge im National Register of Historic Places im Hoonah-Angoon Census Area
Die Liste der Registered Historic Places im Skagway-Hoonah-Angoon Census Area führt alle Bauwerke und historischen Stätten im Hoonah-Angoon Census Area des US-Bundesstaates Alaska auf, die in das National Register of Historic Places aufgenommen wurden.

## Angoon
- Alexander Lake Shelter Cabin
- Beaver Lake Dam
- Big Shaheen Cabin
- Davidson Lake Shelter Cabin
- Distin Lake Shelter Cabin
- Hasselborg Cabin
- Hasselborg Lake East Shelter Cabin
- Hasselborg Lake North Shelter Cabin
- Hasselborg Lake South Shelter Cabin
- Lake Guerin East Shelter Cabin
- Lake Guerin West Shelter Cabin
- Mitchell Bay Shelter Cabin
- Mole Harbor Shelter Cabin
- St. John the Baptist Church (Angoon, Alaska)
- Thayer Lake East Shelter Cabin
- Thayer Lake North Shelter Cabin
- Thayer Lake South Shelter Cabin
- Windfall Harbor Shelter Cabin

## Naknek
- St. John the Baptist Chapel